# Antarktička ploča
Antarktička ploča je tektonska ploča koja sadrži kontinent Antarktiku, visoravan Kerguelen i proteže se prema van ispod okolnih oceana. Nakon odvajanja od Gondvane (južni dio superkontinenta Pangea), antarktička ploča započela je pomicanje kontinenta Antarktike prema jugu na sadašnje izolirano mjesto zbog čega je kontinent razvio znatno hladniju klimu. Antarktička ploča gotovo je u potpunosti ograničena ekstenzijskim sustavima srednjooceanskih grebena. Pripadajuće ploče su ploče Nazca, Južnoamerička ploča, Afrička ploča, Somalska ploča, Indo-australska ploča, Tihooceanska ploča i, preko transformiranog rasjeda, Skošanska ploča. S Tihooceanskom pločom čini divergentnu granicu poznatu kao Pacifičko-antarktički hrbat.
Antarktička ploča zauzima površinu od oko 16 900 000 km2, što je čini petom najvećom pločom.Procjenjuje se da je kretanje Antarktičke ploče najmanje 1 godišnje prema Atlantskom oceanu.

## Subdukcija ispod Južne Amerike
Antarktička se ploča počela podvlačiti ispod Južne Amerike prije 14 milijuna godina u miocenskoj epohi. Isprva se podvlačila samo na najjužnijem vrhu Patagonije, što znači da je Čileanski trojni spoj ležao u blizini Magellanovog tjesnaca. Kako su južni dijelovi ploče Nazca i Čileanskog kontinentskog podnožja progutani subdukcijom, sjeverniji dijelovi Antarktičke ploče počeli su se podvlačiti ispod Patagonije tako da Čileanski trojni spoj trenutno leži ispred poluotoka Taitao na 46°15'J Smatra se da je podvlačenje Antarktičke ploče ispod Južne Amerike uzdiglo Patagoniju jer je smanjilo prethodno snažno strujanje dolje u Zemljinom plaštu uzrokovano subdukcijom ploče Nazca ispod Patagonije. Dinamička topografija uzrokovana ovim uzdizanjem uzdigla je morske terase i plaže kvartarne dobi preko atlantske obale Patagonije.

## Zemlje
- Antarktika (kontinent)
- Otok Bouvet (Norveška)
- Otoci Crozet (Francuska)
- Otok Amsterdam (Francuska)
- Otok Saint-Paul (Francuska)
- Visoravan Kerguelen (morsko dno)
  - Otoci Kerguelen (Francuska)
  - Otok Heard i otočje McDonald (Australija)